# Powiat de Kalisz
Pour les articles homonymes, voir Kalisz (homonymie).
Le powiat de Kalisz (en polonais : powiat kaliski) est un powiat appartenant à la voïvodie de Grande-Pologne dans le centre-ouest de la Pologne.

## Division administrative
Le powiat comporte 11 communes :
- 1 commune urbaine-rurale : Stawiszyn ;
- 10 communes rurales : Blizanów, Brzeziny, Ceków-Kolonia, Godziesze Wielkie, Koźminek, Lisków, Mycielin, Opatówek, Szczytniki et Żelazków.